# Mendoza dersuuzalai
Mendoza dersuuzalai là một loài nhện trong họ Salticidae.
Loài này thuộc chi Mendoza. Mendoza dersuuzalai được Dmitri Viktorovich Logunov & Wanda Wesołowska miêu tả năm 1992.